# Seiji Kaneko
Seiji Kaneko (金古 聖司 Seiji Kaneko?), född 27 maj 1980 i Fukuoka prefektur, är en japansk före detta fotbollsspelare.
Kaneko började sin karriär 1999 i Kashima Antlers. 2005 blev han utlånad till Vissel Kobe. 2006–2007 blev han utlånad till Avispa Fukuoka. 2007 blev han utlånad till Nagoya Grampus Eight. Han gick tillbaka till Kashima Antlers 2008. Med Kashima Antlers vann han japanska ligan 2000, 2001, 2008, japanska ligacupen 2000, 2002 och japanska cupen 2000. 